# Walentyn Sljusar

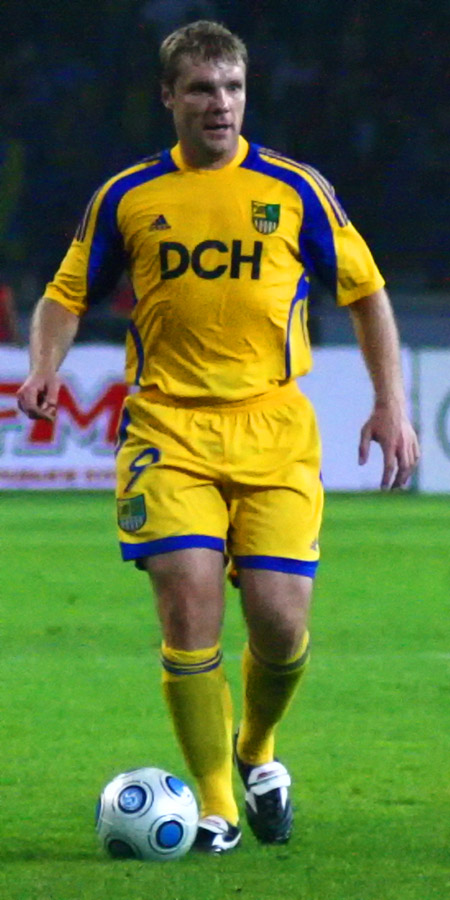
Walentyn Sljusar

Walentyn Wassyljowytsch Sljusar (ukrainisch Валентин Васильович Слюсар, * 15. September 1977 in Kiew) ist ein ehemaliger ukrainischer Fußballspieler. Der Mittelfeldspieler war ukrainischer Nationalspieler.
Er spielte bis 1998 in der zweiten und dritten Mannschaft von Dynamo Kiew. Dann wechselte er zu Metallurg Donezk in die Premjer-Liha. 1999 war er beim FK Rostow in Russland und ging dann wieder in die Ukraine zu Obolon Kiew. Von 2000 bis 2002 stand er bei Zakarpattya Uschhorod unter Vertrag. Es folgten Stationen bei Polihraftechnika Oleksandrija, Nywa Winnyzja und wieder Zakarpattya Uschhorod. Von 2005 bis 2010 spielte er bei Metalist Charkiw. Ab 2007 wurde er mit dem Klub jeweils Dritter der Premjer-Liha. Beim UEFA-Pokal 2008/09 erreichte Charkiw in der Gruppenphase den ersten Platz und schied erst im Achtelfinale gegen den nationalen Konkurrenten Dynamo Kiew aus. Im Sommer 2009 wurde Sljusar wegen eines positiven Dopingtests für zwei Monate gesperrt. Die letzten zwei Jahre seiner Karriere war er wieder bei Obolon Kiew.
Sljusar wurde zwischen 2008 und 2009 zweimal in die ukrainische Nationalmannschaft berufen.